# El Tango (álbum)
El Tango es un álbum de estudio de Astor Piazzolla grabado y editado en 1965 por el sello Polydor con letras procedentes de poemas de Jorge Luis Borges. Algunas piezas, destinadas al canto, fueron interpretadas por Edmundo Rivero, mientras que la voz narradora de otras fue Luis Medina Castro. En la parte musical también participó el Quinteto Nuevo Tango.

## Historia
Astor Piazzolla conocía la obra de Jorge Luis Borges y desde 1960 tenía planes de realizar un ballet, junto con la coreógrafa Ana Itelman, usando de base el cuento Hombre de la esquina rosada. Este proyecto no se concretó, aunque se convertiría en el Lado B del disco El Tango.
Las negociaciones para poder usar los poemas de Borges fueron complejas, y estuvieron mediadas por la discográfica Phonogram. El trato fue cerrado en la confitería St. James de Córdoba y Maipú.
El 14 de marzo de 1965, Borges, junto a su madre, visitaron a Piazzolla para revisar los primeros resultados de la colaboración. Las piezas que le mostró a Borges, estuvieron interpretadas con piano, tocado por el propio Astor, y la voz a cargo de su esposa Dedé.
Las piezas elegidas, además del Hombre de la esquina rosada, eran El Tango (poema), Alguien le dice al tango (tango); las milongas Jacinto Chiclana, El títere y A Don Nicanor Paredes. Para las piezas recitadas, se optó por el actor Luis Medina Castro, y para los tangos y milongas cantadas, a Edmundo Rivero.

Borges asistía a las sesiones de grabaciones en el estudio, lo cual ocasionó algunas tensiones entre él y Piazzolla. El guitarrista Óscar López Ruiz narra que las personalidades de ambos creaban "un maridaje imposible". Por su parte, Natalio Gorin señala el enfrentamiento de Piazzolla con Borges:
Llegó a decir que yo no entendía de tango, y mi réplica le endilgó a Borges no entender nada de música. Era un hombre autoritario, quizá prepotente en algunas cosas. Yo recuerdo que lo invité a mi casa para hacerle escuchar toda la obra, antes de que se grabara. (...) le dije que había compuesto toda la música a la manera del 900, menos la Oda íntima para Buenos Aires . Borges me contestó que él de música no sabía nada, ni siquiera diferenciar entre Beethoven y Juan de Dios Filiberto. No sabía quién era quién, y además no le interesaba.
Borges llegó a llamar a Piazzolla de forma burlona, refiriéndose a él como "Astor Pianola", y señalar que su música no era de su agrado, a la cual no consideraba tango. Esto fue registrado por Bioy Casares.

## Crítica
Gustavo Varela del sitio Caras y Caretas dijo sobre el álbum que: "más que un disco, fue la necesidad de inyectarle al género una fuerza que ya no tenía".

## Lista de canciones
Todas las canciones escritas y compuestas por Astor Piazzolla (música) y Jorge Luis Borges (letras). 
| Lado A |                             |                                                                                        |          |  |
| N.º    | Título                      | Detalle                                                                                | Duración |  |
| 1.     | «El Tango»                  | Luis Medina Castro y Astor Piazzolla y su Quinteto                                     | 6:21     |  |
| 2.     | «Jaciento Chiclana»         | Edmundo Rivero y Astor Piazzolla y su Quinteto                                         | 3:01     |  |
| 3.     | «Alguien le dice al tango»  | Edmundo Rivero y Astor Piazzolla y su Quinteto                                         | 3:27     |  |
| 4.     | «El Títere»                 | Edmundo Rivero y Astor Piazzolla y su Quinteto                                         | 2:20     |  |
| 5.     | «A Don Nicanor Paredes»     | Edmundo Rivero Con Gran Orquesta y dirección Astor Piazzolla                           | 3:45     |  |
| 6.     | «Oda Intima a Buenos Aires» | Luis Medina Castro y Edmundo Rivero con Gran Orquesta y Coro dirección Astor Piazzolla | 2:36     |  |

| Lado B: Suite: El Hombre de la Esquina Rosada, narrador Luis Medina Castro, cantante Edmundo Rivero |                                                         |          |  |
| N.º                                                                                                 | Título                                                  | Duración |  |
| 7.                                                                                                  | «Aparición de Rosendo»                                  | 3:47     |  |
| 8.                                                                                                  | «Rosendo y la Lujanera»                                 | 2:15     |  |
| 9.                                                                                                  | «a) Aparición de Real b) Tango para Real y la Lujanera» | 3:21     |  |
| 10.                                                                                                 | «Milonga Nocturna»                                      | 2:48     |  |
| 11.                                                                                                 | «Bailongo»                                              | 1:15     |  |
| 12.                                                                                                 | «Muerte de Real»                                        | 4:43     |  |
| 13.                                                                                                 | «Epílogo»                                               |          |  |

## Versiones del álbum
Debido a que una reversión del original en Disco compacto no tuvo mayor repercusión, Daniel Binelli, integrante del último sexteto de Piazzolla, realizó una nueva versión de todo el disco, convocando a Jairo y a Lito Cruz, en 1996. El disco fue editado por el sello Milan, y también realizaron versiones en vivo para el festejo del centenario del nacimiento de Jorge Luis Borges.